# Wiktar Daszuk
Wiktar Niczyparawicz Daszuk (biał. Віктар Нічыпаравіч Дашук, ros. Виктор Никифорович Дашук, ur. 16 września 1938 w Wałokach) – białoruski reżyser filmów dokumentalnych.

## Życiorys
W roku 1960 ukończył studia na Wydziale Dziennikarstwa Białoruskiego Uniwersytetu Państwowego im. Lenina w Mińsku, Siedem lat później został absolwentem wydziału reżyserii i scenopisarstwa Wszechrosyjskiego Państwowego Uniwersytetu Kinematografii w Moskwie. Już od 1960 roku pracował jako scenarzysta i reżyser w Białoruskim Studiu Filmowym „Belarusfilm”. Jako pracownik tego studia nakręcił około stu dokumentów. 
Jego debiutem dokumentalnym był liryczny film Dom (1970), natomiast pełnometrażowym debiutem fabularnym – A kukułka kukała (1972), biografia białoruskiego poety i bohatera narodowego Janki Kupały. W latach 1975–1978 przygotowywał wraz z Alesiem Adamowiczem, Janką Brylem i Uładzimirem Kaleśnikiem serię Ja ze spalonej wsi, poświęconą mieszkańcom wsi ocalałym z mordów popełnianych przez faszystowskie oddziały w trakcie II wojny światowej. Za powstanie serii Daszuk został uhonorowany tytułem zasłużonego działacza sztuki Białoruskiej Socjalistycznej Republiki Radzieckiej. W latach 1980–1984 nadzorował też powstanie serii ironicznie nazwanej Wojna nie ma kobiecego oblicza, zainspirowanej książką Swiatłany Aleksijewicz o działalności partyzanckiej Białorusinek w trakcie II wojny światowej.
Z czasem Daszuk stawał się coraz bardziej znanym reżyserem. Dziewięćdziesiąta szósta jesień (1981), portret weterana obu wojen światowych, zdobyła drugą nagrodę podczas 15. Ogólnoradzieckiego Festiwalu Filmów w Tallinie. Wasil Bykau. Wspinaczka (1986), portret białoruskiego pisarza Wasila Bykała, dzięki spójnemu montażowi zgromadzonych materiałów z życia pisarza należy do kanonu kinematografii białoruskiej. U schyłku ZSRR Daszuk podejmował coraz bardziej drażliwe tematy; jego Pejzaż po bitwie (1989) dotykał problematyki katastrofy elektrowni atomowej w Czarnobylu. W 1990 roku ukończył również trzyczęściowy reportaż Sprawa Witebska, poświęcony poszlakowemu śledztwu w sprawie mordercy 37 kobiet, podczas którego aresztowano i skazano czternastu niewinnych ludzi. W kinach pokazana została tylko pierwsza część trylogii, dwie pozostałe nigdy nie opuściły studia Belarusfilm.
Gdy jednak władzę na Białorusi przejął Alaksandr Łukaszenka, w 1993 roku Daszuk stracił bezterminowo pracę w Białoruskiej Akademii Sztuki, gdzie był kierownikiem działu filmów dokumentalnych. Założył własne studio filmowe „Spadar D”, gdzie wyprodukował dwunastoczęściowy cykl filmów skierowanych przeciwko coraz ostrzejszej dyktaturze Łukaszenki, w szczególności omawiając porwania, zabójstwa i zagadkową śmierć polityków, dziennikarzy, biznesmenów w pierwszych latach rządów dyktatora. Kolejny tryptyk złożony z filmów Między szatanem a Bogiem (1997), Noc długich noży (1999, zakaz rozpowszechniania na Białorusi) oraz Relacja z klatki z królikami (2001) dokumentował narastające prześladowania białoruskich obywateli, ironicznie ukazując sytuację „wolności w klatce”. Dekameron po białorusku (2003) jest reportażem poświęconym Białorusinkom, które ze względu na prześladowania ich mężów musiały opuścić kraj. Temida jako pani rozwiązłości (2008) ujawniała coraz większą korupcję w reżimie Łukaszenki, natomiast Królowa zdechłych myszy (2009) była poświęcona psychopatycznej osobowości rządzącego prezydenta. Za swoją działalność na rzecz praw człowieka na Białorusi Daszuk został uhonorowany w 2009 roku przez Helsińską Fundację Praw Człowieka.